# Thyreophorer
Thyreophorer (Thyreophora) ("sköldbärare" var en undergrupp av ornithischierna. De var armerade växtätande dinosaurier som levde från tidigare delen av jura till slutet av krita.
Namnet kommer från grekiska: θυρεος, en stor avlång sköld, likt en dörr, och φορεω, "Jag bär")
Thyreophorer delas in i två infraordningar: Ankylosaurier och Stegosaurier.

## Om Thyreophora
Thyreophorerna dök upp i början av jura i form av djur som Scutellosaurus och Scelidosaurus. Till skillnad från den förstnämnda så var de allra flesta thyreophorer fyrbenta, till skillnad från Scutellosaurus, som kan ha gått på bakbenen. Vissa släkten, såsom Stegosaurus, avbildas ibland med förmågan att kunna ställa sig på bakbenen för att beta från träd ( Ett beteende som skildras i bland annat When Dinosaurs Roamed America ). 

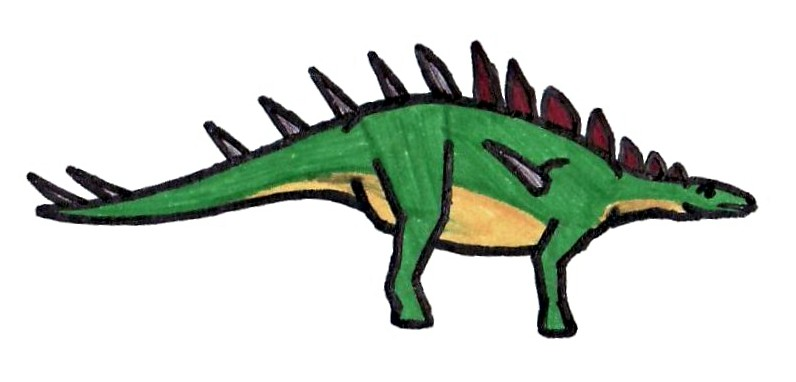
Enkel illustration av stegosaurien Kentrosaurus

Många släkten inom Stegosauria kan uppvisa två par meterlånga taggar på svanstippen. Dessa taggar tros ha använts för att svingas mot köttätare. Vissa släkten i Ankylosauria kan istället uppvisa klubbor av ben, som kunde knäcka benet på en Tyrannosaurus.